# Schizonycha trichostetha
Schizonycha trichostetha är en skalbaggsart som beskrevs av Moser 1914. Schizonycha trichostetha ingår i släktet Schizonycha och familjen Melolonthidae. Inga underarter finns listade i Catalogue of Life.